# 立花直次
立花 直次（たちばな なおつぐ）は、安土桃山時代の武将、大名、江戸時代前期の旗本。
高橋鎮種（紹運）の次男で、初めは高橋姓を名乗った。筑後柳河藩主立花宗茂の実弟。幼名は千若丸。通称は弥七郎、少輔太郎。官途は、主膳正、民部少輔。初名は統増（むねます）で、諱は次に宗一（むねかず）、重種（しげたね）、最後に直次とした。立花姓を家号としたのは慶長19年（1614年）頃以降のため高橋姓を名乗っていた時期の方が長く、高橋統増、高橋直次の名でも知られる。法号は宗卜道白。

## 略歴
元亀3年（1572年）に生まれる。はじめ、父・鎮種（紹運）や兄・統虎（宗茂）とともに大友氏に仕え、兄同様、主君・大友義統から偏諱を賜って「統増」を名乗った。統虎は後に立花道雪の養子となったため、統増が筑後高橋氏の嫡男となった。
天正14年（1586年）に島津氏が大友領である筑前国へ侵攻した際、父は岩屋城、統増は宝満山城をそれぞれ守った。しかし、紹運は岩屋城の戦いにて自刃し、宝満山城でも同じく籠城していた筑紫氏家臣の動揺（筑紫広門は既に島津氏の捕虜となっていた）や、島津氏からの城兵の助命を含めた降伏勧告もあり、家臣の提案による「統増夫妻を立花城へ無事に送り届ける事」という追加条件によりこれを了承した。ところが統増が城を出ると、約束を違えた島津兵によって妻共々捕虜となり、宝満山城は開城することとなる。
同年の豊臣秀吉による九州征伐後は、兄と共に豊臣氏の直臣となり、天正15年（1587年）6月25日、筑後国三池郡江浦に1万8,000石の所領を与えられた。佐々成政の領地で肥後国人一揆が起こった際には兄に従って騎馬鉄砲隊を率いて出陣し、有働志摩守を討ち捕らえて活躍した。
天正16年（1588年）4月14日、聚楽第に秀吉が後陽成天皇の行幸を迎えた際には供奉を務めた。翌天正17年には従五位下・民部少輔に叙された。
文禄の役が始まる頃、旧主義統（吉統）が嫡男義乗に家督を譲ったのを機に兄が宗虎と改名した際に同じく「宗一」と改名。翌年の大友氏の改易後に「重種」と再度改名した。戦役では両役に出征して、第一次と第二次錦山の戦い、碧蹄館の戦い、第二次晋州城合戦、慶長2（1597年）7月7日加徳島の戦い、露梁海戦などで功を挙げた。休戦期間中に国元に帰り、居城を江浦城から筑後内山城に移している。　
慶長4年（1599年）、島津義弘の領地で庄内の乱がおこると、8月28日に五大老筆頭の徳川家康より出陣を命じられ、伊集院忠真が立て篭もった日向国都之城に出陣した。
慶長5年（1600年）の関ヶ原の戦いで兄と共に石田三成の西軍に与して、伏見城の戦い、大津城の戦いなどに出陣したので、戦後に改易されて失領。浪人して宗卜道白と号した。しかし兄同様に徳川秀忠に召し抱えられた。慶長18年（1613年）1月28日に家康に拝謁を許される。慶長19年（1614年）10月9日に常陸国筑波郡内の柿岡5,000石を与えられて旗本となった。この時に家号を高橋より、立花に改め、実名を「直次」とする。11月から始まる大坂の陣にも出陣して、徳川秀忠の危機を救う戦功を挙げた。

## 死後
元和3年（1617年）死去。下谷広徳寺に葬られた。法名は大通院殿玉峯道白大居士。
子の種次は元和7年（1621年）に5,000石加増されて合わせて一万石となり、筑後国三池郡に移封されて三池藩が成立した。
寛政元年（1789年）12月、子孫の三池藩六代藩主立花種周が領内の菩提寺である紹運寺に、藩祖立花直次の顕彰碑を建てた。
七代藩主立花種善は、文化二年（1805年）奥州伊達郡下手渡村（福島県伊達市）に移封となり、天保6年(1835年）種善の長男・下手渡藩二代藩主立花種温の代に紹運の義烈を顕彰すべく、7月5日には紹運に性海霊神、直次に玉峰霊神の神号が贈神されて神祇伯に請いて三笠神社が創建。明治維新により三池復封となり明治3年（1870年）遷座、明治4年（1871年）縣社に列するも明治16年（1883年）火事により明治29年8月現在地に遷座。以後三笠神社は郷土の発展とともに武勇の神をまつる神社として広く尊崇されている。

## 人物
直次は武勇に優れ、文禄・慶長の役においては明軍に囲まれた兄を血路を開いて救出したことがある。「世に主膳ほど大剛の者なし」と兄から評価された。また、柳生宗矩の門弟となり「新陰治源流」を開祖した。
父・紹運から仁王三郎清綱の刀を譲られた。

## 系譜
- 正室：養福院 - 筑紫広門の娘
  - 長男：立花種次
- 継室：永雲院 - 筑紫広門の娘
  - 次男：立花種吉
  - 三男：立花政俊（種俊、宗繁）
  - 四男：立花忠茂（生まれて間もなく実子のない伯父宗茂の養子となり柳川藩主となった。）
  - 五男：立花種元
  - 長女：虎 - 真田信勝正室

### 子孫
直次の9世孫に一宮藩最後の藩主加納久宜（三池藩主立花種周 の孫）がおり、その末娘・夏子は、麻生グループ創業者の炭鉱王麻生太吉の息子である麻生太郎（先代）の妻であった。二人の間の長男太賀吉と、和子（吉田茂の三女）の間に生まれた息子が麻生太郎（内閣総理大臣（第92代）、自由民主党総裁（第23代））である。
女系で12代後は第79代内閣総理大臣細川護熙に当たる。